# Jochen von Lang
Pour les articles homonymes, voir Lang.
Jochen Von Lang (14 mai 1925 - 2 avril 2003) est un journaliste et écrivain allemand spécialiste de l'Allemagne nazie. Il est également réalisateur de films et de documentaires et ancien rédacteur en chef de la revue Stern.